# Musica illecita
Musica Illecita è il primo album in studio di DJ Bront, pubblicato il 7 novembre 2020 su etichetta discografica TLab.

## Descrizione
Il disco è stato realizzato da DJ Bront con la produzione di Yazee. I brani sono stati creati partendo dalla versione vocal di alcuni brani forniti dagli artisti, estrapolando alcune frasi, e creando così delle nuove canzoni originali.

## Tracce
1. Ninja 4 Life (feat. Warez & Remmy)
2. Prega (feat. Anima Flacko & Rio Santana)
3. Rap o trap (Spacco uguale) (feat. Slava)
4. Ombre (feat. Lanz Khan)
5. Cronache (feat. Tera)
6. Tu non stai con me (feat. Sanchee)
7. Milano State of Mind (feat. Montenero & Bizzy Classico)
8. Nella scena (feat. Sensei)
9. Resta Così (feat. Nico Kyni)
10. L'hip hop e le poesie (feat. FatFat Corfunk)
11. Sinfonia